# Panamint Valley
De Panamint Valley is een langgerekt bekken in het noordoosten van de Mojavewoestijn, in de Amerikaanse staat Californië. Het dal ligt ten oosten van de Argus en Slate Ranges en ten westen van de Panamint Range. De noord-zuidgerichte vallei is ongeveer 105 kilometer lang en is maximaal 16 kilometer breed. Het noorden en noordoosten van de vallei liggen in het Death Valley National Park. Het uiterste zuiden wordt omvat door de Naval Air Weapons Station China Lake. In het noorden steekt State Route 190 de vallei van west naar oost door. Daarnaast is er een weg die SR 190 verbindt met SR 178 bij Searles Valley/Trona, ten zuidzuidwesten van de Panamint Valley.